# HD62530
HD62530 — хімічно пекулярна зоря спектрального класу B9, що має видиму зоряну величину в смузі V приблизно  8,1.
Вона  розташована на відстані близько 847,2 світлових років від Сонця.

## Пекулярний хімічний склад
Зоряна атмосфера HD62530 має підвищений вміст 
Eu
.